# Bậc (địa tầng)
Một bậc hay một tầng động vật là đơn vị chia nhỏ của các lớp đá được sử dụng chủ yếu là các nhà cổ sinh vật học khi nghiên cứu về các hóa thạch hơn là các nhà địa chất khi nghiên cứu về các thành hệ đá. Thông thường, một tầng động vật sẽ bao gồm một hệ đá có chứa các loại hóa thạch tương tự nhau. Tại đây có một hoặc một số hóa thạch chỉ dẫn nói chung là phổ biến, dễ dàng nhận ra và chỉ giới hạn trong một hay nhiều nhất là vài tầng. Vì vậy, ví dụ như một nhà cổ sinh vật học Bắc Mỹ tìm thấy các mảnh vỡ của bọ ba thùy Olenellus thì ông ta có thể xác định được lớp đá chứa nó thuộc về tầng Waucoban trong khi các mảnh vỡ của bọ ba thùy ra đời muộn hơn, chẳng hạn như Elrathia thì có thể xác định tầng động vật đó là tầng Albertan. Tầng được hiểu theo ngữ cảnh này là thuật ngữ để định nghĩa một tập hợp các lớp đá. Nó có thể coi là giống như thuật ngữ kỳ khi định nghĩa một chu kỳ thời gian trong địa chất, mặc dù hai từ này thông thường hay được sử dụng theo kiểu hoán đổi được cho nhau trong các tài liệu khoa học không chính thức. Trong thang địa tầng, nó là đơn vị chia nhỏ của thống và nó lại có thể chia nhỏ thành một vài đới.
Các tầng động vật có tầm quan trọng rất lớn trong thế kỷ 19 và nửa đầu thế kỷ 20 do chúng là công cụ chủ lực để xác định niên đại các lớp đá cho đến khi có sự phát triển mạnh hơn của các phương pháp địa chấn học và xác định niên đại bằng phóng xạ trong nửa sau thế kỷ 20. 
Các tầng động vật mang tính cục bộ. Chúng thông thường bao gồm nhiều tằng hệ chứa các loại đá khác nhau, được trầm lắng xuống trong các môi trường khác nhau ở cùng một khoảng thời gian. Trong những năm gần đây, các tương quan khu vực và toàn cầu của các lớp đá đã trở thành tương đối chắc chắn và vì thế ít có nhu cầu về việc dán nhãn động vật để cải tiến, hoàn thiện tuổi của các tằng hệ. Người ta có xu hướng sử dụng các tên niên đại châu Âu (ở mức độ ít hơn là các tên niên đại châu Á) cho cùng một tầng động vật/thời kỳ trên khắp thế giới mặc dù quần động vật trong các khu vực khác có thể có ít điểm chung với tầng động vật được định nghĩa ban đầu.